# Internationales Stadionfest

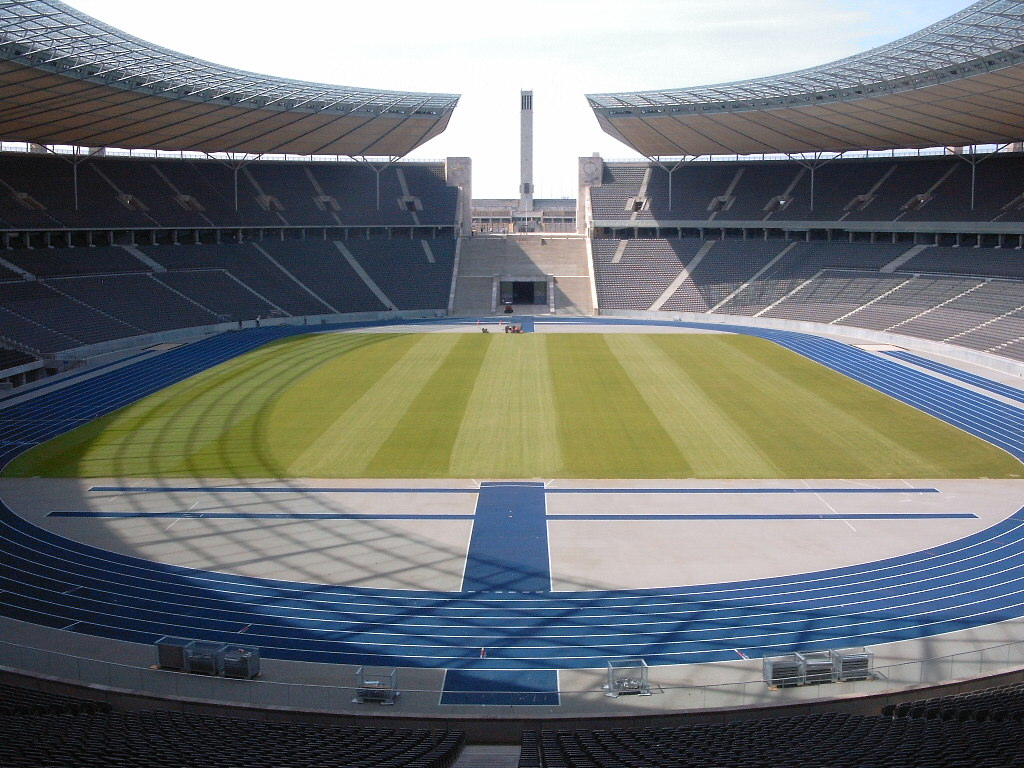
Stadion Olimpijski w Berlinie

Internationales Stadionfest – mityng lekkoatletyczny odbywający się rokrocznie na Stadionie Olimpijskim w Berlinie. Pierwsze zawody odbyły się w roku 1911. Zawody należały do prestiżowego cyklu Golden League. Od sezonu 2010 impreza znajduje się w kalendarzu IAAF World Challenge Meetings.